# Llista de monuments de l'Anoia
Llista de monuments de l'Anoia inclosos en l'Inventari del Patrimoni Arquitectònic Català per la comarca de l'Anoia. Inclou els inscrits en el Registre de Béns Culturals d'Interès Nacional (BCIN) amb la classificació de monuments històrics, els Béns Culturals d'Interès Local (BCIL) de caràcter immoble i la resta de béns arquitectònics integrants del patrimoni cultural català.

## Argençola
Vegeu la llista de monuments d'Argençola

## Bellprat
| Monument                                                 | Protecció   | Estil/època               | Localització                                                                            | Coordenades                                          | Codi?         | Imatge |
| -------------------------------------------------------- | ----------- | ------------------------- | --------------------------------------------------------------------------------------- | ---------------------------------------------------- | ------------- | --- |
| Castell de Queralt                                       | BCIN 530-MH | Romànic Medieval          | Bellprat Camí que surt de la ctra. B-220 de la Llacuna a Sta. Coloma de Queralt, km 7,7 | 41° 30′ 49″ N, 1° 27′ 30″ E / 41.513608°N,1.458375°E | RI-51-0005200 | Castell de Queralt (Bellprat) · Vegeu més fotos d'aquest monument · Carregueu una nova foto d'aquest monument                   |
| Església de Sant Jaume de Queralt o Sant Cristòfol       |             | Romànic, gòtic XI, XIV-XV | Bellprat Al peu del turó del castell de Queralt                                         | 41° 30′ 45″ N, 1° 27′ 31″ E / 41.51244°N,1.45854°E   | IPA-4005      | Església de Sant Jaume de Queralt (Bellprat) · Vegeu més fotos d'aquest monument · Carregueu una nova foto d'aquest monument    |
| Ermita de Sant Esteve de Ferriols, o Ermita de Sant Blai |             | Romànic XIII              | Bellprat A frec del mas dels Ferriols                                                   | 41° 31′ 44″ N, 1° 24′ 15″ E / 41.52886°N,1.40414°E   | IPA-4006      | Ermita de Sant Esteve de Ferriols (Bellprat) · Vegeu més fotos d'aquest monument · Carregueu una nova foto d'aquest monument    |
| Església parroquial de Sant Salvador                     |             | Barroc XVII               | Bellprat Pl. Església                                                                   | 41° 31′ 02″ N, 1° 26′ 02″ E / 41.51726°N,1.434°E     | IPA-4007      | Església parroquial de Sant Salvador (Bellprat) · Vegeu més fotos d'aquest monument · Carregueu una nova foto d'aquest monument |
| Pont del riu Boix                                        |             | XX Inici                  | Bellprat Ctra. a Santa Coloma de Queralt                                                | 41° 30′ 17″ N, 1° 25′ 33″ E / 41.50468°N,1.42577°E   | IPA-4008      | Carregueu una nova foto d'aquest monument                                                                                       |
| Molí del riu Boix                                        |             | Obra popular              | Bellprat Prop del límit de Bellprat amb Santa Perpètua, esquerra del riu                | 41° 30′ 12″ N, 1° 25′ 26″ E / 41.50341°N,1.42402°E   | IPA-4009      | Carregueu una nova foto d'aquest monument                                                                                       |

## El Bruc
Vegeu la llista de monuments del Bruc

## Cabrera d'Anoia
| Monument                                | Protecció   | Estil/època             | Localització                                                  | Coordenades                                          | Codi?         | Imatge |
| --------------------------------------- | ----------- | ----------------------- | ------------------------------------------------------------- | ---------------------------------------------------- | ------------- | --- |
| Castell de Cabrera, Casal dels Móra     | BCIN 565-MH | Obra popular XIV, XVII  | Cabrera d'Anoia Av. de Cabrera, urb. Castell de Cabrera       | 41° 30′ 46″ N, 1° 41′ 42″ E / 41.512836°N,1.695032°E | RI-51-0005214 | Castell de Cabrera (Cabrera d'Anoia) · Vegeu més fotos d'aquest monument · Carregueu una nova foto d'aquest monument        |
| Restes de la creu de terme              |             | XIV                     | Cabrera d'Anoia                                               |                                                      | IPA-4248      | Carregueu una nova foto d'aquest monument                                                                                   |
| Can Bota                                |             | Obra popular XVII-XVIII | Cabrera d'Anoia A la dreta de l'Anoia                         | 41° 30′ 57″ N, 1° 41′ 49″ E / 41.51579°N,1.69702°E   | IPA-4249      | Cal Bota (Cabrera d'Anoia) · Vegeu més fotos d'aquest monument · Carregueu una nova foto d'aquest monument                  |
| Ca la Fou, Colònia Marçal, molí paperer |             | Obra popular XIX        | Cabrera d'Anoia A la dreta de l'Anoia                         | 41° 30′ 41″ N, 1° 42′ 09″ E / 41.51137°N,1.70254°E   | IPA-4250      | Ca la Fou, Colònia Marçal (Cabrera d'Anoia) · Vegeu més fotos d'aquest monument · Carregueu una nova foto d'aquest monument |
| Can Feixes                              |             | Obra popular XVIII-XIX  | Cabrera d'Anoia                                               | 41° 29′ 18″ N, 1° 41′ 27″ E / 41.48833°N,1.69084°E   | IPA-4252      | Can Feixes (Cabrera d'Anoia) · Vegeu més fotos d'aquest monument · Carregueu una nova foto d'aquest monument                |
| Capella de Sant Miquel                  |             | Historicisme XIX Final  | Cabrera d'Anoia Annexa a la masia de Can Torre (desapareguda) | 41° 29′ 52″ N, 1° 42′ 58″ E / 41.49782°N,1.71617°E   | IPA-4254      | Carregueu una nova foto d'aquest monument                                                                                   |

## Calaf
Vegeu la llista de monuments de Calaf

## Calonge de Segarra
| Monument                                                  | Protecció   | Estil/època                                        | Localització | Coordenades                                          | Codi?         | Imatge |
| --------------------------------------------------------- | ----------- | -------------------------------------------------- | --- | ---------------------------------------------------- | ------------- | --- |
| Castell de Calonge de Segarra                             | BCIN 591-MH | XI-XII, XIII, XVII                                 | Calonge de Segarra Dalt del turó del poble, pista forestal sortint de la ctra. C-1412 km 32                      | 41° 45′ 51″ N, 1° 28′ 51″ E / 41.76419°N,1.48076°E   | RI-51-0005229 | Castell de Calonge de Segarra · Vegeu més fotos d'aquest monument · Carregueu una nova foto d'aquest monument                                          |
| Castell de Mirambell                                      | BCIN 592-MH | XII-XIII                                           | Calonge de Segarra A pocs metres de la pl. de l'Església, Mirambell                                              | 41° 43′ 52″ N, 1° 29′ 21″ E / 41.731007°N,1.489299°E | RI-51-0005230 | Castell de Mirambell (Calonge de Segarra) · Vegeu més fotos d'aquest monument · Carregueu una nova foto d'aquest monument                              |
| Castelltort                                               | BCIN 593-MH | Obra popular, gòtic XIV-XV                         | Calonge de Segarra Camí de Castelltort, des del cementiri de Calaf                                               | 41° 43′ 08″ N, 1° 28′ 07″ E / 41.719009°N,1.468536°E | RI-51-0005231 | Castelltort (Calonge de Segarra) · Vegeu més fotos d'aquest monument · Carregueu una nova foto d'aquest monument                                       |
| Església de la Santa Fe de Calonge                        | BCIL 2008   | Romànic, barroc XII, XVIII                         | Calonge de Segarra                                                                                               | 41° 45′ 51″ N, 1° 28′ 55″ E / 41.76403°N,1.48196°E   | IPA-4322      | Església de la Santa Fe de Calonge (Calonge de Segarra) · Vegeu més fotos d'aquest monument · Carregueu una nova foto d'aquest monument                |
| Ca l'Escura                                               |             | Obra popular                                       | Calonge de Segarra                                                                                               | 41° 44′ 22″ N, 1° 26′ 28″ E / 41.73931°N,1.44115°E   | IPA-4323      | Ca l'Escura (Calonge de Segarra) · Vegeu més fotos d'aquest monument · Carregueu una nova foto d'aquest monument                                       |
| Capella de Santa Magdalena del Soler o de la Vall         |             | Romànic, barroc, obra popular XII-XIII, XVII-XVIII | Calonge de Segarra El Soler, ctra. C-1412 de Calaf a Calonge, camí a mà esquerra abans de Calonge, 2 km          | 41° 45′ 22″ N, 1° 27′ 33″ E / 41.75601°N,1.45915°E   | IPA-4324      | Capella de Santa Magdalena del Soler (Calonge de Segarra) · Vegeu més fotos d'aquest monument · Carregueu una nova foto d'aquest monument              |
| Masia de les Quadres                                      |             | Obra popular XVII-XVIII                            | Calonge de Segarra Les Quadres, ctra. B-300 direcció Calaf, trencall a la dreta, camí de terra paral·lel a l'Eix | 41° 44′ 41″ N, 1° 30′ 35″ E / 41.74475°N,1.50982°E   | IPA-4325      | Masia de les Quadres (Calonge de Segarra) · Vegeu més fotos d'aquest monument · Carregueu una nova foto d'aquest monument                              |
| Capella de Sant Miquel d'Aleny                            |             | Obra popular XVI, XX                               | Calonge de Segarra Aleny, a l'entrada del poble vora el cementiri municipal                                      | 41° 44′ 56″ N, 1° 30′ 53″ E / 41.74899°N,1.51485°E   | IPA-4327      | Capella de Sant Miquel d'Aleny (Calonge de Segarra) · Vegeu més fotos d'aquest monument · Carregueu una nova foto d'aquest monument                    |
| Església de Santa Maria de Dusfort                        |             | Romànic, obra popular XII-XIII, XVIII, XX          | Calonge de Segarra Durfort, a l'entrada del poble vora el cementiri municipal                                    | 41° 44′ 26″ N, 1° 29′ 39″ E / 41.74058°N,1.49417°E   | IPA-4329      | Església de Santa Maria de Dusfort (Calonge de Segarra) · Vegeu més fotos d'aquest monument · Carregueu una nova foto d'aquest monument                |
| Església de Sant Pere i Sant Sadurní de Mirambell         | BCIL 2008   | Romànic, obra popular XII-XIII, XVIII-XX           | Calonge de Segarra Mirambell, vora la ctra. d'accés al poble, en el conjunt del cementiri municipal              | 41° 43′ 50″ N, 1° 29′ 29″ E / 41.73069°N,1.49132°E   | IPA-4331      | Església de Sant Pere i Sant Sadurní de Mirambell (Calonge de Segarra) · Vegeu més fotos d'aquest monument · Carregueu una nova foto d'aquest monument |
| Església de Sant Pere de l'Arç, església de Sant Pesselaç |             | Romànic, obra popular XI-XII, XVIII-XIX            | Calonge de Segarra Ctra. B-300 en direcció a Calaf, accés al nucli urbà, Sant Pere de l'Arç                      | 41° 45′ 46″ N, 1° 30′ 54″ E / 41.76282°N,1.51504°E   | IPA-4333      | Església de Sant Pere de l'Arç (Calonge de Segarra) · Vegeu més fotos d'aquest monument · Carregueu una nova foto d'aquest monument                    |
| Església parroquial de Sant Pere de Mirambell             |             | Obra popular XIX                                   | Calonge de Segarra Pl. de l'Església, Mirambell                                                                  | 41° 43′ 51″ N, 1° 29′ 23″ E / 41.73089°N,1.48961°E   | IPA-5808      | Església parroquial de Sant Pere de Mirambell (Calonge de Segarra) · Vegeu més fotos d'aquest monument · Carregueu una nova foto d'aquest monument     |
| Cal Fusté                                                 |             | Obra popular XVII-XVIII                            | Calonge de Segarra C. Major, 11, Sant Pere de l'Arç                                                              | 41° 45′ 44″ N, 1° 30′ 55″ E / 41.76236°N,1.51516°E   | IPA-5810      | Cal Fusté (Calonge de Segarra) · Vegeu més fotos d'aquest monument · Carregueu una nova foto d'aquest monument                                         |
| Cal Figuerola                                             |             | Renaixement                                        | Calonge de Segarra Sant Pere de l'Arç                                                                            | 41° 45′ 45″ N, 1° 30′ 54″ E / 41.76253°N,1.51512°E   | IPA-5811      | Cal Figuerola (Calonge de Segarra) · Vegeu més fotos d'aquest monument · Carregueu una nova foto d'aquest monument                                     |
| Capella caminera del Roser, Padró-oratori del Roser       |             | Obra popular XVIII-XIX                             | Calonge de Segarra Cruïlla del c. Major amb el camí que porta a la font del Rector, Sant Pere de l'Arç           | 41° 45′ 45″ N, 1° 30′ 56″ E / 41.76255°N,1.51557°E   | IPA-5813      | Capella caminera del Roser (Calonge de Segarra) · Vegeu més fotos d'aquest monument · Carregueu una nova foto d'aquest monument                        |
| Els Pilots                                                |             | Obra popular                                       | Calonge de Segarra                                                                                               | 41° 46′ 42″ N, 1° 30′ 02″ E / 41.77827°N,1.50059°E   | IPA-17369     | Masia els Pilots (Calonge de Segarra) · Vegeu més fotos d'aquest monument · Carregueu una nova foto d'aquest monument                                  |
| Can Torremitja                                            |             | Obra popular                                       | Calonge de Segarra                                                                                               | 41° 46′ 27″ N, 1° 29′ 36″ E / 41.774217°N,1.493406°E | IPA-40660     | Can Torremitja (Calonge de Segarra) · Vegeu més fotos d'aquest monument · Carregueu una nova foto d'aquest monument                                    |
| Forn de calç Bosc de l'Avellaner                          |             | Obra popular                                       | Calonge de Segarra                                                                                               | 41° 44′ 52″ N, 1° 28′ 34″ E / 41.747676°N,1.476083°E | IPA-40661     | Forn de calç Bosc de l'Avellaner (Calonge de Segarra) · Vegeu més fotos d'aquest monument · Carregueu una nova foto d'aquest monument                  |
| Cal Boixacs                                               |             | Obra popular                                       | Calonge de Segarra                                                                                               | 41° 45′ 28″ N, 1° 27′ 50″ E / 41.757764°N,1.463762°E | IPA-40662     | Cal Boixacs (Calonge de Segarra) · Vegeu més fotos d'aquest monument · Carregueu una nova foto d'aquest monument                                       |
| Cal Mas - Molí fariner de Baix                            |             | Obra popular                                       | Calonge de Segarra                                                                                               | 41° 45′ 32″ N, 1° 28′ 52″ E / 41.759011°N,1.481002°E | IPA-40663     | Cal Mas - Molí fariner de Baix (Calonge de Segarra) · Vegeu més fotos d'aquest monument · Carregueu una nova foto d'aquest monument                    |
| Cal Mas - Molí fariner de Dalt                            |             | Obra popular                                       | Calonge de Segarra                                                                                               | 41° 45′ 31″ N, 1° 28′ 54″ E / 41.758674°N,1.481765°E | IPA-40664     | Cal Mas - Molí fariner de Dalt (Calonge de Segarra) · Vegeu més fotos d'aquest monument · Carregueu una nova foto d'aquest monument                    |
| Forns del Nadal                                           |             | Obra popular                                       | Calonge de Segarra Torrent de Conill                                                                             | 41° 45′ 00″ N, 1° 28′ 15″ E / 41.74996°N,1.47082°E   | IPA-46024     | Carregueu una nova foto d'aquest monument |
| Mina de carbó de l'Obaga                                  |             | Obra popular                                       | Calonge de Segarra Camí de l'Obaga                                                                               | 41° 45′ 26″ N, 1° 31′ 27″ E / 41.75717°N,1.52412°E   | IPA-46027     | Carregueu una nova foto d'aquest monument |

## Capellades
Vegeu la llista de monuments de Capellades

## Carme
| Monument                                 | Protecció | Estil/època                        | Localització                                     | Coordenades                                          | Codi?     | Imatge |
| ---------------------------------------- | --------- | ---------------------------------- | ------------------------------------------------ | ---------------------------------------------------- | --------- | --- |
| Església parroquial de Sant Martí        |           | Barroc XVIII                       | Carme Pl. de l'Església                          | 41° 31′ 52″ N, 1° 37′ 16″ E / 41.531236°N,1.620987°E | IPA-5593  | Església parroquial de Sant Martí (Carme) · Vegeu més fotos d'aquest monument · Carregueu una nova foto d'aquest monument |
| Font de Can Guineu                       |           | Neoclassicisme-romàntic            | Carme Al costat de Can Guineu                    | 41° 31′ 55″ N, 1° 38′ 17″ E / 41.53183°N,1.63808°E   | IPA-5594  | Carregueu una nova foto d'aquest monument                                                                                 |
| Santuari de Collbàs                      |           | Gòtic, obra popular XIV, XVI-XVIII | Carme Turó de la Serra de Collbàs                | 41° 32′ 40″ N, 1° 36′ 30″ E / 41.544341°N,1.608312°E | IPA-5595  | Santuari de Collbàs (Carme) · Vegeu més fotos d'aquest monument · Carregueu una nova foto d'aquest monument               |
| Molí Major                               |           | Obra popular XVIII-XIX             | Carme Cal Moner, al costat de la riera del Carme | 41° 31′ 56″ N, 1° 38′ 03″ E / 41.532348°N,1.634209°E | IPA-5597  | Molí Major (Carme) · Vegeu més fotos d'aquest monument · Carregueu una nova foto d'aquest monument                        |
| Can Casademont, Can Pere, Can Claramunt  |           | Obra popular                       | Carme Les Esplugues                              | 41° 31′ 55″ N, 1° 38′ 20″ E / 41.531864°N,1.638930°E | IPA-5599  | Carregueu una nova foto d'aquest monument                                                                                 |
| Habitatge al carrer Sant Martí, 42       |           | Modernisme, obra popular XX        | Carme C. Sant Martí, 42                          | 41° 31′ 52″ N, 1° 37′ 14″ E / 41.53114°N,1.62067°E   | IPA-5807  | Carregueu una nova foto d'aquest monument                                                                                 |
| Can Guet i casa al carrer Sant Martí, 44 |           | Obra popular                       | Carme C. Sant Martí, 46 i 44                     | 41° 31′ 51″ N, 1° 37′ 15″ E / 41.530836°N,1.620720°E | IPA-12065 | Carregueu una nova foto d'aquest monument                                                                                 |
| Molí de Carme                            |           | Obra popular XVIII                 | Carme C. Soldevila - c. de la Vall               | 41° 31′ 59″ N, 1° 37′ 12″ E / 41.532925°N,1.619921°E | IPA-12195 | Carregueu una nova foto d'aquest monument                                                                                 |
| Casa al carrer Sant Martí, 3 (abans 9)   |           | Modernisme XX Inici                | Carme C. Sant Martí, 3                           | 41° 31′ 54″ N, 1° 37′ 14″ E / 41.531644°N,1.620487°E | IPA-12196 | Carregueu una nova foto d'aquest monument                                                                                 |
| Pas cobert                               |           | Obra popular                       | Carme C. Major - pl. d'Espanya                   | 41° 31′ 56″ N, 1° 37′ 12″ E / 41.532241°N,1.619911°E | IPA-12198 | Carregueu una nova foto d'aquest monument                                                                                 |
| Molí del Saver                           |           | Obra popular                       | Carme C. les Fonts, 2                            | 41° 31′ 56″ N, 1° 37′ 13″ E / 41.532154°N,1.620225°E | IPA-26418 | Carregueu una nova foto d'aquest monument                                                                                 |
| Centre Recreatiu de Carme                | BCIL 2015 | XX                                 | Carme Av. Catalunya, 11-13                       | 41° 31′ 54″ N, 1° 37′ 16″ E / 41.531605°N,1.621207°E | IPA-42667 | Centre Recreatiu de Carme · Vegeu més fotos d'aquest monument · Carregueu una nova foto d'aquest monument                 |
| Aqüeducte Molí Major                     | BCIL 2015 | Obra popular                       | Carme Can Moner, Paratge Molí Major              |                                                      | IPA-46025 | Carregueu una nova foto d'aquest monument                                                                                 |

## Castellfollit de Riubregós
Vegeu la llista de monuments de Castellfollit de Riubregós

## Castellolí
| Monument                                                                          | Protecció   | Estil/època                   | Localització                                                                        | Coordenades                                          | Codi?         | Imatge |
| --------------------------------------------------------------------------------- | ----------- | ----------------------------- | ----------------------------------------------------------------------------------- | ---------------------------------------------------- | ------------- | --- |
| Castell de Castellolí                                                             | BCIN 664-MH | Romànic XII                   | Castellolí Camí de Cal Bruguers, sortint per l'est del poble                        | 41° 35′ 19″ N, 1° 42′ 30″ E / 41.588593°N,1.708341°E | RI-51-0005365 | Castell de Castellolí · Vegeu més fotos d'aquest monument · Carregueu una nova foto d'aquest monument                             |
| Església parroquial de Sant Vicenç                                                |             | Historicisme, obra popular XX | Castellolí                                                                          | 41° 35′ 53″ N, 1° 41′ 54″ E / 41.59792°N,1.69832°E   | IPA-5618      | Església parroquial de Sant Vicenç (Castellolí) · Vegeu més fotos d'aquest monument · Carregueu una nova foto d'aquest monument   |
| Sant Vicenç de Castellolí, segona església parroquial                             | BCIL 2008   | Barroc XVIII                  | Castellolí                                                                          | 41° 35′ 45″ N, 1° 42′ 08″ E / 41.59578°N,1.70221°E   | IPA-5619      | Sant Vicenç de Castellolí (Castellolí) · Vegeu més fotos d'aquest monument · Carregueu una nova foto d'aquest monument            |
| Balneari de la Puda                                                               |             | Noucentisme XIX-XX            | Castellolí                                                                          | 41° 35′ 58″ N, 1° 41′ 04″ E / 41.59937°N,1.68442°E   | IPA-5620      | Balneari de la Puda (Castellolí) · Vegeu més fotos d'aquest monument · Carregueu una nova foto d'aquest monument                  |
| Santuari de la Mare de Déu del Remei                                              |             | Obra popular XIX              | Castellolí Pla d'Aguilera                                                           | 41° 35′ 57″ N, 1° 41′ 04″ E / 41.59926°N,1.68444°E   | IPA-5621      | Santuari de la Mare de Déu del Remei (Castellolí) · Vegeu més fotos d'aquest monument · Carregueu una nova foto d'aquest monument |
| Can Parera                                                                        |             | Obra popular XIX Inici        | Castellolí                                                                          | 41° 35′ 32″ N, 1° 40′ 52″ E / 41.59234°N,1.68108°E   | IPA-5623      | Can Parera (Castellolí) · Vegeu més fotos d'aquest monument · Carregueu una nova foto d'aquest monument                           |
| Fàbrica tèxtil                                                                    |             | Noucentisme XX Inici          | Castellolí                                                                          | 41° 35′ 45″ N, 1° 41′ 47″ E / 41.59587°N,1.69648°E   | IPA-5624      | Fàbrica tèxtil (Castellolí) · Vegeu més fotos d'aquest monument · Carregueu una nova foto d'aquest monument                       |
| Església de Sant Feliu de la Vall, o Sant Pere i Sant Feliu de la Vall d'Aguilera | BCIL 2008   | Romànic XI, XIX               | Castellolí Pla d'Aguilera                                                           | 41° 36′ 24″ N, 1° 41′ 00″ E / 41.60669°N,1.68347°E   | IPA-5625      | Carregueu una nova foto d'aquest monument                                                                                         |
| Mausoleu de Francesc Aguilera i Tardà                                             |             | Neoclassicisme XIX            | Castellolí                                                                          | 41° 36′ 24″ N, 1° 41′ 00″ E / 41.6066°N,1.68334°E    | IPA-5626      | Carregueu una nova foto d'aquest monument                                                                                         |
| Cal Pere Jan                                                                      |             | Eclecticisme XX Inici         | Castellolí C. Llibertat                                                             | 41° 35′ 48″ N, 1° 41′ 55″ E / 41.59653°N,1.69861°E   | IPA-6707      | Cal Pere Jan (Castellolí) · Vegeu més fotos d'aquest monument · Carregueu una nova foto d'aquest monument                         |
| Can Muset                                                                         |             | Obra popular XIX              | Castellolí                                                                          | 41° 35′ 12″ N, 1° 42′ 52″ E / 41.586779°N,1.714406°E | IPA-31175     | Can Muset (Castellolí) · Vegeu més fotos d'aquest monument · Carregueu una nova foto d'aquest monument                            |
| Torre dels Moros                                                                  |             | Obra popular XIII-XIV         | Castellolí A mà esquerre de l'autovia Igualada-Barcelona, a l'alçada del nucli urbà | 41° 36′ 17″ N, 1° 42′ 18″ E / 41.60473°N,1.70493°E   | IPA-37077     | Carregueu una nova foto d'aquest monument                                                                                         |
| Teuleria de Cal Muset, Cal Jaume i Cal Soteras                                    |             | Obra popular                  | Castellolí                                                                          | 41° 35′ 12″ N, 1° 43′ 03″ E / 41.58679°N,1.71762°E   | IPA-40668     | Carregueu una nova foto d'aquest monument                                                                                         |
| Les Moreres                                                                       |             | Obra popular                  | Castellolí                                                                          | 41° 35′ 17″ N, 1° 43′ 48″ E / 41.58814°N,1.72988°E   | IPA-40669     | Carregueu una nova foto d'aquest monument                                                                                         |

## Copons
Vegeu la llista de monuments de Copons

## Els Hostalets de Pierola
| Monument                                            | Protecció | Estil/època                                    | Localització                                                              | Coordenades                                        | Codi?     | Imatge |
| --------------------------------------------------- | --------- | ---------------------------------------------- | ------------------------------------------------------------------------- | -------------------------------------------------- | --------- | --- |
| Església parroquial de Sant Pere                    |           | Historicisme Josep Maria Sagnier XX            | Els Hostalets de Pierola C. Església, 18                                  | 41° 32′ 05″ N, 1° 46′ 10″ E / 41.53483°N,1.76949°E | IPA-5503  | Església parroquial de Sant Pere (els Hostalets de Pierola) · Vegeu més fotos d'aquest monument · Carregueu una nova foto d'aquest monument |
| Can Roviralta, Sindicat Agrícola                    | BCIL 2009 | Eclecticisme XX                                | Els Hostalets de Pierola C. Roviralta                                     | 41° 32′ 03″ N, 1° 45′ 58″ E / 41.53429°N,1.76605°E | IPA-5504  | Can Roviralta (els Hostalets de Pierola) · Vegeu més fotos d'aquest monument · Carregueu una nova foto d'aquest monument                    |
| Can Mata de la Garriga                              |           | Historicisme, eclecticisme XI, XIX             | Els Hostalets de Pierola Ctra. d'Esparreguera a Piera, km 9-10            | 41° 31′ 47″ N, 1° 48′ 17″ E / 41.52975°N,1.80467°E | IPA-5505  | Can Mata de la Garriga (els Hostalets de Pierola) · Vegeu més fotos d'aquest monument · Carregueu una nova foto d'aquest monument           |
| Can Pascual                                         |           | Neoclassicisme XIX                             | Els Hostalets de Pierola Tocant al terme del Bruc, antiga N-II            | 41° 34′ 27″ N, 1° 47′ 14″ E / 41.57411°N,1.78721°E | IPA-5507  | Can Pascual (els Hostalets de Pierola) · Vegeu més fotos d'aquest monument · Carregueu una nova foto d'aquest monument                      |
| Dispensari Municipal, antic Ajuntament              |           | Modernisme XX (1916)                           | Els Hostalets de Pierola C. de l'Església, 4                              | 41° 32′ 04″ N, 1° 46′ 11″ E / 41.53444°N,1.76984°E | IPA-5508  | Dispensari Municipal (els Hostalets de Pierola) · Vegeu més fotos d'aquest monument · Carregueu una nova foto d'aquest monument             |
| Can Valls                                           |           | Obra popular, modernisme XV-XX                 | Els Hostalets de Pierola Passatge Verdaguer, 71                           | 41° 32′ 11″ N, 1° 46′ 16″ E / 41.53633°N,1.77104°E | IPA-5510  | Carregueu una nova foto d'aquest monument                                                                                                   |
| Escola Renaixença                                   |           | Noucentisme Josep Doménech i Mansana XX (1919) | Els Hostalets de Pierola C. J. Mestre Lladós, 5-7                         | 41° 32′ 00″ N, 1° 46′ 17″ E / 41.53333°N,1.7713°E  | IPA-5511  | Escola Renaixença (els Hostalets de Pierola) · Vegeu més fotos d'aquest monument · Carregueu una nova foto d'aquest monument                |
| Casa Pons                                           |           | Noucentisme XX (1920)                          | Els Hostalets de Pierola C. J. Mestre Lladós, 33                          | 41° 31′ 59″ N, 1° 46′ 20″ E / 41.53298°N,1.7721°E  | IPA-5512  | Carregueu una nova foto d'aquest monument                                                                                                   |
| Capella de Sant Cristòfol                           |           | Obra popular XIV-XVIII                         | Els Hostalets de Pierola Camí de Collbató a Piera                         | 41° 33′ 36″ N, 1° 47′ 39″ E / 41.55993°N,1.79413°E | IPA-5513  | Carregueu una nova foto d'aquest monument                                                                                                   |
| Can Galceran                                        |           | Obra popular XIV-XV                            | Els Hostalets de Pierola Ctra. B-231 d'Esparreguera als Hostalets, km 4,7 | 41° 31′ 02″ N, 1° 50′ 40″ E / 41.51734°N,1.84449°E | IPA-5514  | Carregueu una nova foto d'aquest monument                                                                                                   |
| Can Carreres i capella del Roser                    |           | Barroc, obra popular XIX                       | Els Hostalets de Pierola Ctra. B-231 d'Hostalets a Esparreguera, km 13    | 41° 32′ 55″ N, 1° 45′ 53″ E / 41.54856°N,1.76469°E | IPA-5515  | Carregueu una nova foto d'aquest monument                                                                                                   |
| Cal Carboner                                        |           | Obra popular, noucentisme XIX                  | Els Hostalets de Pierola C. de l'Església, 10                             | 41° 32′ 04″ N, 1° 46′ 11″ E / 41.53455°N,1.76972°E | IPA-5516  | Cal Carboner (els Hostalets de Pierola) · Vegeu més fotos d'aquest monument · Carregueu una nova foto d'aquest monument                     |
| Casal Català                                        | BCIL 2006 | Noucentisme Josep Goday i Casals XX (1926)     | Els Hostalets de Pierola C. Isidre Vallès, 30                             | 41° 32′ 00″ N, 1° 46′ 13″ E / 41.53331°N,1.7703°E  | IPA-5517  | Carregueu una nova foto d'aquest monument                                                                                                   |
| Església de Sant Pere de Pierola                    | BCIL 2023 | Obra popular XI-XVIII, XIX                     | Els Hostalets de Pierola Turó a la riera de Pierola                       | 41° 33′ 09″ N, 1° 46′ 56″ E / 41.55252°N,1.78236°E | IPA-5518  | Carregueu una nova foto d'aquest monument                                                                                                   |
| Ajuntament, Torre Cucurella, Torre del Senyor Enric |           | Modernisme XX (1920)                           | Els Hostalets de Pierola C. Mestre Lladós, 1                              | 41° 32′ 01″ N, 1° 46′ 15″ E / 41.5335°N,1.77095°E  | IPA-5519  | Carregueu una nova foto d'aquest monument                                                                                                   |
| Maset Finet                                         |           | Obra popular XX (1904)                         | Els Hostalets de Pierola C. J. Verdaguer, 4-6-8                           | 41° 32′ 06″ N, 1° 46′ 12″ E / 41.53494°N,1.76996°E | IPA-5520  | Carregueu una nova foto d'aquest monument                                                                                                   |
| Casa Cucurella                                      |           | Noucentisme XX (1926)                          | Els Hostalets de Pierola C. Isidre Vallès, 28                             | 41° 32′ 01″ N, 1° 46′ 13″ E / 41.53355°N,1.77033°E | IPA-5521  | Casa Cucurella (els Hostalets de Pierola) · Vegeu més fotos d'aquest monument · Carregueu una nova foto d'aquest monument                   |
| Casa Cucurella, Cal Joanet Fuster                   |           | Modernisme XX (1911)                           | Els Hostalets de Pierola C. Mestre Lladós, 3                              | 41° 32′ 00″ N, 1° 46′ 16″ E / 41.53339°N,1.77117°E | IPA-5522  | Carregueu una nova foto d'aquest monument                                                                                                   |
| Can Pons                                            |           |                                                | Els Hostalets de Pierola Caseria de Pierola                               | 41° 32′ 58″ N, 1° 47′ 17″ E / 41.54947°N,1.78806°E | IPA-31217 | Carregueu una nova foto d'aquest monument                                                                                                   |
| Can Pujol                                           |           | Obra popular                                   | Els Hostalets de Pierola Riera de Pierola, a prop de Can Térmens          | 41° 33′ 50″ N, 1° 46′ 27″ E / 41.56377°N,1.77425°E | IPA-31219 | Carregueu una nova foto d'aquest monument                                                                                                   |

## Igualada
Vegeu la llista de monuments d'Igualada

## Jorba
| Monument                                                                   | Protecció   | Estil/època                      | Localització                                          | Coordenades                                          | Codi?         | Imatge |
| -------------------------------------------------------------------------- | ----------- | -------------------------------- | ----------------------------------------------------- | ---------------------------------------------------- | ------------- | --- |
| Castell de Jorba                                                           | BCIN 955-MH | romànic Medieval                 | Jorba Camí de Jorba, sortint del passatge del Castell | 41° 36′ 07″ N, 1° 32′ 45″ E / 41.602081°N,1.545934°E | RI-51-0005506 | Castell de Jorba · Vegeu més fotos d'aquest monument · Carregueu una nova foto d'aquest monument                                  |
| Capella de Sant Sebastià                                                   |             | Obra popular XVII                | Jorba Pl. de la Font                                  | 41° 36′ 02″ N, 1° 32′ 47″ E / 41.60052°N,1.54651°E   | IPA-5816      | Capella de Sant Sebastià (Jorba) · Vegeu més fotos d'aquest monument · Carregueu una nova foto d'aquest monument                  |
| Església parroquial de Sant Pere de Jorba                                  |             | Gòtic tardà XVI                  | Jorba C. Major                                        | 41° 36′ 06″ N, 1° 32′ 45″ E / 41.60159°N,1.54575°E   | IPA-5817      | Església parroquial de Sant Pere de Jorba (Jorba) · Vegeu més fotos d'aquest monument · Carregueu una nova foto d'aquest monument |
| Creu de terme                                                              |             | Barroc XVII                      | Jorba Pl. de l'Ajuntament                             | 41° 36′ 06″ N, 1° 32′ 55″ E / 41.60163°N,1.54872°E   | IPA-5818      | Creu de terme (Jorba) · Vegeu més fotos d'aquest monument · Carregueu una nova foto d'aquest monument                             |
| Ermita de la Mare de Déu de la Sala                                        |             | Romànic XII                      | Jorba Ctra. N-II, km 550,8                            | 41° 35′ 22″ N, 1° 33′ 19″ E / 41.58938°N,1.55536°E   | IPA-5819      | Ermita de la Mare de Déu de la Sala (Jorba) · Vegeu més fotos d'aquest monument · Carregueu una nova foto d'aquest monument       |
| Creu de la Sala, Creu de Can Cansalada                                     |             | Modernisme XX Inici              | Jorba                                                 | 41° 35′ 22″ N, 1° 33′ 21″ E / 41.58946°N,1.55574°E   | IPA-5820      | Creu de la Sala (Jorba) · Vegeu més fotos d'aquest monument · Carregueu una nova foto d'aquest monument                           |
| Capella de Sant Julià de les Alzinetes, Capella de Sant Julià d'Hospitaler |             | Obra popular XVI                 | Jorba Camí de Jorba a Mas Jordà                       | 41° 36′ 16″ N, 1° 31′ 31″ E / 41.60435°N,1.5252°E    | IPA-5822      | Carregueu una nova foto d'aquest monument                                                                                         |
| Castellot de Joveró                                                        |             | Obra popular XII-XIV             | Jorba Al peu del Pla del Magre, prop de la Casa Roja  | 41° 35′ 15″ N, 1° 32′ 43″ E / 41.5875°N,1.54515°E    | IPA-5823      | Carregueu una nova foto d'aquest monument                                                                                         |
| Hostal del Ganxo                                                           |             | Obra popular                     | Jorba                                                 | 41° 36′ 28″ N, 1° 31′ 56″ E / 41.60778°N,1.53216°E   | IPA-5824      | Carregueu una nova foto d'aquest monument                                                                                         |
| Mas Jordà                                                                  |             | Obra popular, renaixement XV-XVI | Jorba                                                 | 41° 36′ 02″ N, 1° 30′ 38″ E / 41.60057°N,1.51045°E   | IPA-5826      | Carregueu una nova foto d'aquest monument                                                                                         |
| Església de Sant Narcís                                                    |             | Obra popular, barroc XVII-XX     | Jorba Mas Jordà                                       | 41° 36′ 02″ N, 1° 30′ 38″ E / 41.60047°N,1.51061°E   | IPA-5827      | Carregueu una nova foto d'aquest monument                                                                                         |
| Antiga fàbrica de vidre del Mas Jordà                                      |             | Barroc XVII                      | Jorba Mas Jordà                                       | 41° 36′ 02″ N, 1° 30′ 39″ E / 41.60063°N,1.51071°E   | IPA-5828      | Carregueu una nova foto d'aquest monument                                                                                         |
| Capella de Sant Genís                                                      |             | Obra popular XVII                | Jorba Veïnat de Sant Genís, prop de la ctra. N-II     | 41° 35′ 48″ N, 1° 33′ 49″ E / 41.59657°N,1.56356°E   | IPA-5830      | Capella de Sant Genís (Jorba) · Vegeu més fotos d'aquest monument · Carregueu una nova foto d'aquest monument                     |
| Capella de Sant Salvador                                                   |             | Romànic XII-XIII                 | Jorba Mas Bover                                       | 41° 36′ 26″ N, 1° 33′ 20″ E / 41.60727°N,1.55547°E   | IPA-5831      | Carregueu una nova foto d'aquest monument                                                                                         |
| Pont antic de Jorba                                                        |             | Obra popular XVIII               | Jorba Riera de Rubió                                  | 41° 36′ 09″ N, 1° 32′ 40″ E / 41.602382°N,1.544352°E | IPA-6717      | Carregueu una nova foto d'aquest monument                                                                                         |
| Molí Blanc                                                                 |             | Obra popular                     | Jorba Esquerra del riu Anoia                          | 41° 35′ 05″ N, 1° 34′ 38″ E / 41.58467°N,1.57712°E   | IPA-26431     | Carregueu una nova foto d'aquest monument                                                                                         |
| Molí del Juncosa                                                           |             | Obra popular                     | Jorba Esquerra riera de Santa Maria                   | 41° 36′ 51″ N, 1° 31′ 21″ E / 41.61423°N,1.5226°E    | IPA-26432     | Carregueu una nova foto d'aquest monument                                                                                         |
| Molí del Permanyer                                                         |             | Obra popular                     | Jorba Dreta del riu Anoia                             | 41° 35′ 46″ N, 1° 32′ 53″ E / 41.59605°N,1.54802°E   | IPA-26433     | Carregueu una nova foto d'aquest monument                                                                                         |
| Molí de la Sala                                                            |             | Obra popular                     | Jorba Esquerra del riu Anoia                          | 41° 35′ 19″ N, 1° 33′ 19″ E / 41.58855°N,1.55514°E   | IPA-26434     | Carregueu una nova foto d'aquest monument                                                                                         |
| Can Rovira de la Volta                                                     |             | XV, XVIII, XX                    | Jorba C. Major, 33                                    | 41° 36′ 07″ N, 1° 32′ 50″ E / 41.601811°N,1.547331°E | IPA-33324     | Can Rovira de la Volta (Jorba) · Vegeu més fotos d'aquest monument · Carregueu una nova foto d'aquest monument                    |
| Safareig de Jorba                                                          |             | Obra popular XVIII, XX           | Jorba C. del Rec - c. Major                           | 41° 36′ 06″ N, 1° 32′ 45″ E / 41.601545°N,1.545919°E | IPA-38927     | Safareig de Jorba · Vegeu més fotos d'aquest monument · Carregueu una nova foto d'aquest monument                                 |
| Forn de calç la Sala                                                       |             | Obra popular                     | Jorba Paratge la Sala                                 | 41° 35′ 14″ N, 1° 34′ 08″ E / 41.58710°N,1.56883°E   | IPA-45992     | Carregueu una nova foto d'aquest monument                                                                                         |
| Teuleria Coll d'Estelles                                                   |             | Obra popular                     | Jorba Paratge de Coll d'Estelles                      | 41° 36′ 34″ N, 1° 29′ 47″ E / 41.60946°N,1.49639°E   | IPA-45993     | Carregueu una nova foto d'aquest monument                                                                                         |
| Forn de calç Molí Blanc                                                    |             | Obra popular                     | Jorba Camí de la Granja                               | 41° 35′ 10″ N, 1° 34′ 28″ E / 41.58614°N,1.57431°E   | IPA-46011     | Carregueu una nova foto d'aquest monument                                                                                         |

## La Llacuna
Vegeu la llista de monuments de la Llacuna

## Masquefa
| Monument                                              | Protecció    | Estil/època                  | Localització                                                                                 | Coordenades                                          | Codi?         | Imatge |
| ----------------------------------------------------- | ------------ | ---------------------------- | -------------------------------------------------------------------------------------------- | ---------------------------------------------------- | ------------- | --- |
| Castell de Masquefa                                   | BCIN 1037-MH | Medieval                     | Masquefa Torrent de Can Cartró, riera de Masquefa (desaparegut)                              | 41° 30′ 33″ N, 1° 48′ 31″ E / 41.509105°N,1.808685°E | RI-51-0005537 | Carregueu una nova foto d'aquest monument                                                                                        |
| Església de Sant Pere i la Santa Creu, Cementiri Vell | BCIL 2015    | Romànic, gòtic XII-XIII, XIV | Masquefa C. Sant Pere, 7                                                                     | 41° 30′ 32″ N, 1° 48′ 31″ E / 41.509024°N,1.808722°E | IPA-409       | Església de Sant Pere i la Santa Creu (Masquefa) · Vegeu més fotos d'aquest monument · Carregueu una nova foto d'aquest monument |
| Casa Maçana                                           |              | Obra popular XVII-XVIII      | Masquefa Ctra. de Martorell a Capellades                                                     | 41° 30′ 12″ N, 1° 48′ 32″ E / 41.503406°N,1.809017°E | IPA-5526      | Carregueu una nova foto d'aquest monument                                                                                        |
| La Masia                                              |              | Obra popular XVI-XIX         | Masquefa Parròquia de Sant Llorenç d'Hortons, ctra. BV-2249, a 1 km de l'encreuament BV-2241 | 41° 28′ 43″ N, 1° 48′ 19″ E / 41.478632°N,1.805147°E | IPA-5527      | Carregueu una nova foto d'aquest monument                                                                                        |
| Església parroquial de Sant Pere                      |              | Obra popular XX (1926)       | Masquefa C. Sant Pere, 7                                                                     | 41° 30′ 06″ N, 1° 48′ 52″ E / 41.501734°N,1.814583°E | IPA-5528      | Església parroquial de Sant Pere (Masquefa) · Vegeu més fotos d'aquest monument · Carregueu una nova foto d'aquest monument      |
| Capella del Roser                                     | BCIL 2001    | Obra popular XIX             | Masquefa C. Major, 88                                                                        | 41° 30′ 09″ N, 1° 48′ 40″ E / 41.502519°N,1.811225°E | IPA-5529      | Capella del Roser (Masquefa) · Vegeu més fotos d'aquest monument · Carregueu una nova foto d'aquest monument                     |
| Ajuntament                                            |              | Obra popular                 | Masquefa C. Major - c. Sant Antoni                                                           | 41° 30′ 08″ N, 1° 48′ 40″ E / 41.50233°N,1.811004°E  | IPA-5530      | Ajuntament (Masquefa) · Vegeu més fotos d'aquest monument · Carregueu una nova foto d'aquest monument                            |
| Can Bonastre de Santa Magdalena                       |              | Obra popular XVII-XVIII, XIX | Masquefa Ctra. B-224, km 13,3                                                                | 41° 30′ 32″ N, 1° 47′ 20″ E / 41.50887°N,1.788798°E  | IPA-5531      | Can Bonastre de Santa Magdalena (Masquefa) · Vegeu més fotos d'aquest monument · Carregueu una nova foto d'aquest monument       |
| Can Parellada                                         |              | Obra popular XIX             | Masquefa Av. de Can Parellada, 17-21                                                         | 41° 30′ 17″ N, 1° 49′ 46″ E / 41.504732°N,1.829361°E | IPA-5532      | Carregueu una nova foto d'aquest monument                                                                                        |
| La Torre, Llar del Jubilat                            |              | Noucentisme XX (1920)        | Masquefa Pl. de Josep M. Vila                                                                | 41° 30′ 09″ N, 1° 48′ 45″ E / 41.502524°N,1.812531°E | IPA-5533      | La Torre (Masquefa) · Vegeu més fotos d'aquest monument · Carregueu una nova foto d'aquest monument                              |
| Cal Castanyer                                         |              | Modernisme XX (1925)         | Masquefa C. Serralet, 75                                                                     | 41° 30′ 04″ N, 1° 48′ 58″ E / 41.500986°N,1.816238°E | IPA-5534      | Cal Castanyer (Masquefa) · Vegeu més fotos d'aquest monument · Carregueu una nova foto d'aquest monument                         |
| Ca l'Escala                                           |              | Modernisme XX (1908)         | Masquefa C. Major, 47-49, la Beguda Alta                                                     | 41° 29′ 56″ N, 1° 50′ 17″ E / 41.498875°N,1.837961°E | IPA-5535      | Carregueu una nova foto d'aquest monument                                                                                        |
| Cal Laiano                                            |              | Noucentisme XX (1932)        | Masquefa C. Major, 89                                                                        | 41° 30′ 08″ N, 1° 48′ 41″ E / 41.502098°N,1.811437°E | IPA-5536      | Cal Laiano (Masquefa) · Vegeu més fotos d'aquest monument · Carregueu una nova foto d'aquest monument                            |
| Cal Ros del Maiol                                     |              | Eclecticisme XIX             | Masquefa C. Major, 64                                                                        | 41° 30′ 08″ N, 1° 48′ 42″ E / 41.502219°N,1.811794°E | IPA-5537      | Carregueu una nova foto d'aquest monument                                                                                        |
| Cal Met                                               |              | Obra popular XVIII-XIX, XX   | Masquefa C. Serralet, 8                                                                      | 41° 29′ 59″ N, 1° 49′ 04″ E / 41.499687°N,1.817807°E | IPA-5538      | Cal Met (Masquefa) · Vegeu més fotos d'aquest monument · Carregueu una nova foto d'aquest monument                               |
| Església sufragània de la Immaculada                  | BCIL 2006    | Obra popular XIX             | Masquefa Pl. de la Beguda Alta, 11                                                           | 41° 29′ 53″ N, 1° 50′ 11″ E / 41.49816°N,1.83633°E   | IPA-36687     | Carregueu una nova foto d'aquest monument                                                                                        |
| Fàbrica Rogelio Rojo                                  | BCIL 2008    | Obra popular XX              | Masquefa Av. Catalunya                                                                       | 41° 30′ 03″ N, 1° 48′ 52″ E / 41.500824°N,1.814527°E | IPA-36847     | Fàbrica Rogelio Rojo (Masquefa) · Vegeu més fotos d'aquest monument · Carregueu una nova foto d'aquest monument                  |

## Montmaneu
| Monument                                        | Protecció    | Estil/època                  | Localització                                          | Coordenades                                          | Codi?         | Imatge |
| ----------------------------------------------- | ------------ | ---------------------------- | ----------------------------------------------------- | ---------------------------------------------------- | ------------- | --- |
| Torre de la Panadella                           | BCIN 1087-MH | XIV-XV                       | Montmaneu Desviament de la crta. B-100 sota l'A-2     | 41° 37′ 10″ N, 1° 24′ 07″ E / 41.619350°N,1.401957°E | RI-51-0005552 | Torre de la Panadella (Montmaneu) · Vegeu més fotos d'aquest monument · Carregueu una nova foto d'aquest monument                           |
| Castell de Riquer                               | BCIN 1088-MH | Medieval                     | Montmaneu Camí rural sortint de la crta. B-221 km 1,2 | 41° 36′ 20″ N, 1° 23′ 31″ E / 41.605453°N,1.392072°E | RI-51-0005553 | Carregueu una nova foto d'aquest monument                                                                                                   |
| Església parroquial de Santa Maria de Montmaneu |              | Gòtic XIV-XIX, XX            | Montmaneu C. Major - c.de la Mussa                    | 41° 37′ 32″ N, 1° 24′ 55″ E / 41.625502°N,1.415240°E | IPA-5878      | Església parroquial de Santa Maria de Montmaneu (Montmaneu) · Vegeu més fotos d'aquest monument · Carregueu una nova foto d'aquest monument |
| Santuari de la Mare de Déu de la Creu           |              | Obra popular XVII            | Montmaneu C. Major                                    | 41° 37′ 32″ N, 1° 25′ 05″ E / 41.625434°N,1.417982°E | IPA-5879      | Santuari de la Mare de Déu de la Creu (Montmaneu) · Vegeu més fotos d'aquest monument · Carregueu una nova foto d'aquest monument           |
| Casa a Montmaneu                                |              | Obra popular Medieval        | Montmaneu C. Major, 15                                | 41° 37′ 32″ N, 1° 24′ 55″ E / 41.625671°N,1.415347°E | IPA-5880      | Casa a Montmaneu · Modifica el valor a Wikidata · Carregueu una nova foto d'aquest monument                                                 |
| Fossar del Sant Crist                           |              | Obra popular XX              | Montmaneu Al final del c. Major                       | 41° 37′ 35″ N, 1° 25′ 10″ E / 41.626382°N,1.419429°E | IPA-5881      | Fossar del Sant Crist (Montmaneu) · Vegeu més fotos d'aquest monument · Carregueu una nova foto d'aquest monument                           |
| L'Hostal Vell                                   |              | Gòtic, obra popular XVI-XVII | Montmaneu La Panadella                                | 41° 37′ 01″ N, 1° 24′ 05″ E / 41.616856°N,1.401472°E | IPA-5883      | L'Hostal Vell (Montmaneu) · Vegeu més fotos d'aquest monument · Carregueu una nova foto d'aquest monument                                   |
| Santuari de la Mare de Déu del Bon Viatge       |              | Darreres tendències XX       | Montmaneu La Panadella                                | 41° 37′ 07″ N, 1° 23′ 51″ E / 41.61864°N,1.3974°E    | IPA-5884      | Santuari de la Mare de Déu del Bon Viatge (Montmaneu) · Vegeu més fotos d'aquest monument · Carregueu una nova foto d'aquest monument       |

## Òdena
Vegeu la llista de monuments d'Òdena

## Orpí
| Monument                                                   | Protecció    | Estil/època                  | Localització                                      | Coordenades                                          | Codi?         | Imatge |
| ---------------------------------------------------------- | ------------ | ---------------------------- | ------------------------------------------------- | ---------------------------------------------------- | ------------- | --- |
| Castell d'Orpí                                             | BCIN 1152-MH | XI-XII                       | Orpí Ctra. B-2132 km 0                            | 41° 31′ 08″ N, 1° 34′ 32″ E / 41.518791°N,1.575454°E | RI-51-0005578 | Castell d'Orpí · Vegeu més fotos d'aquest monument · Carregueu una nova foto d'aquest monument                            |
| Església parroquial de Sant Miquel d'Orpí                  |              | Barroc, romànic XVII-XIX, XI | Orpí                                              | 41° 31′ 09″ N, 1° 34′ 32″ E / 41.519208°N,1.575449°E | IPA-5886      | Església parroquial de Sant Miquel d'Orpí · Vegeu més fotos d'aquest monument · Carregueu una nova foto d'aquest monument |
| Fàbrica Serra, Paperera d'Orpí                             |              | Obra popular XVIII           | Orpí Ctra. d'Orpí a Miralles                      | 41° 31′ 44″ N, 1° 36′ 07″ E / 41.528933°N,1.601859°E | IPA-5888      | Fàbrica Serra (Orpí) · Vegeu més fotos d'aquest monument · Carregueu una nova foto d'aquest monument                      |
| Aigües Artés                                               |              | Obra popular                 | Orpí Can Bou, ctra. de Carme a Miralles           | 41° 31′ 39″ N, 1° 36′ 25″ E / 41.527577°N,1.606958°E | IPA-5890      | Carregueu una nova foto d'aquest monument                                                                                 |
| Església de Santa Càndia                                   |              | Gòtic XIV                    | Orpí Santa Càndia                                 | 41° 31′ 20″ N, 1° 34′ 30″ E / 41.522297°N,1.574864°E | IPA-5892      | Església de Santa Càndia (Orpí) · Vegeu més fotos d'aquest monument · Carregueu una nova foto d'aquest monument           |
| Caseriu de Feixes                                          |              | Obra popular XVII            | Orpí Cim serra de Feixes                          | 41° 30′ 52″ N, 1° 35′ 18″ E / 41.514352°N,1.588277°E | IPA-5894      | Carregueu una nova foto d'aquest monument                                                                                 |
| Can d'en Pont, Can d'en Pou                                |              | Obra popular XX              | Orpí                                              | 41° 31′ 39″ N, 1° 35′ 16″ E / 41.527477°N,1.587767°E | IPA-12197     | Can d'en Pont (Orpí) · Vegeu més fotos d'aquest monument · Carregueu una nova foto d'aquest monument                      |
| Creu de Santa Càndida, creu de terme                       |              | Gòtic XV-XVI                 | Orpí Museu de la Pell, c. Joan Mercades, Igualada | 41° 34′ 38″ N, 1° 36′ 50″ E / 41.577093°N,1.61384°E  | IPA-30652     | Creu de Santa Càndida (Orpí) · Vegeu més fotos d'aquest monument · Carregueu una nova foto d'aquest monument              |
| Forn de calç d'Orpí, Forn de calç del torrent de les Comes |              | Obra popular                 | Orpí Torrent de les Comes                         | 41° 31′ 07″ N, 1° 34′ 54″ E / 41.51860°N,1.58178°E   | IPA-40767     | Carregueu una nova foto d'aquest monument                                                                                 |
| Forn de calç Serra d'Orpinell 1                            |              | Obra popular                 | Orpí Serra d'Orpinell                             |                                                      | IPA-40768     | Carregueu una nova foto d'aquest monument                                                                                 |
| Forn de calç Serra d'Orpinell 2                            |              | Obra popular                 | Orpí                                              |                                                      | IPA-40769     | Carregueu una nova foto d'aquest monument                                                                                 |
| Molí Riera del Carme, Molí Vell                            |              | Obra popular XVIII           | Orpí Ctra. BV-2131, km 7,8                        | 41° 31′ 42″ N, 1° 35′ 46″ E / 41.52823°N,1.59599°E   | IPA-45995     | Carregueu una nova foto d'aquest monument                                                                                 |
| Forn de calç la Nova Censada                               |              | Obra popular                 | Orpí La Nova Censada                              |                                                      | IPA-45998     | Carregueu una nova foto d'aquest monument                                                                                 |
| Molí de Santa Càndia                                       |              | Obra popular                 | Orpí Corriol al paratge de Santa Càndia           |                                                      | IPA-46009     | Carregueu una nova foto d'aquest monument                                                                                 |
| Mina d'aigua d'Orpí                                        |              | Obra popular                 | Orpí Camí a la Serra d'Orpí                       |                                                      | IPA-46018     | Carregueu una nova foto d'aquest monument                                                                                 |

## Piera
Vegeu la llista de monuments de Piera

## La Pobla de Claramunt
Vegeu la llista de monuments de la Pobla de Claramunt

## Els Prats de Rei
Vegeu la llista de monuments dels Prats de Rei

## Pujalt
Vegeu la llista de monuments de Pujalt

## Rubió
| Monument                                    | Protecció    | Estil/època                     | Localització | Coordenades                                          | Codi?         | Imatge |
| ------------------------------------------- | ------------ | ------------------------------- | --- | ---------------------------------------------------- | ------------- | --- |
| Castell de Rubió                            | BCIN 1330-MH | XIV                             | Rubió Ctra. BV-1037, km 6 | 41° 38′ 42″ N, 1° 34′ 13″ E / 41.645°N,1.57025°E     | RI-51-0005620 | Castell de Rubió · Vegeu més fotos d'aquest monument · Carregueu una nova foto d'aquest monument                          |
| Castell d'Ardesa                            | BCIN 1331-MH | Medieval                        | Rubió Camí rural sortint de la ctra. BV-1037 km 2, entre el Puig de Sant Miquel i l'església de Sant Pere d'Ardesa (desaparegut) | 41° 38′ 07″ N, 1° 34′ 52″ E / 41.635171°N,1.58101°E  | RI-51-0005621 | Carregueu una nova foto d'aquest monument                                                                                 |
| Creu de terme de Rubió, Creu de pedra       | BCIN 4534-MH | Obra popular                    | Rubió Camí Vell del Pla de Rubió al Castell de Rubió                                                                             | 41° 38′ 30″ N, 1° 34′ 00″ E / 41.64167°N,1.56677°E   | IPA-51036     | Creu de terme (Rubió) · Modifica el valor a Wikidata · Carregueu una nova foto d'aquest monument                          |
| Ermita de Santa Anna de Pedrafita           |              | Romànic                         | Rubió Ctra. de Prats de Rei | 41° 40′ 22″ N, 1° 35′ 05″ E / 41.67284°N,1.58474°E   | IPA-6151      | Ermita de Santa Anna de Pedrafita (Rubió) · Vegeu més fotos d'aquest monument · Carregueu una nova foto d'aquest monument |
| Mas de Pedrafita                            |              | Obra popular XVII-XVIII, XIX-XX | Rubió Ctra. BV-1031, km 6,5 | 41° 40′ 22″ N, 1° 35′ 06″ E / 41.67272°N,1.58494°E   | IPA-6153      | Mas de Pedrafita (Rubió) · Vegeu més fotos d'aquest monument · Carregueu una nova foto d'aquest monument                  |
| Sant Martí de Maçana                        |              | Romànic XII-XVIII               | Rubió BV-1031, km 9,1, a 4,3 km port de les Malloles                                                                             | 41° 41′ 13″ N, 1° 36′ 13″ E / 41.68699°N,1.60349°E   | IPA-6154      | Sant Martí de Maçana (Rubió) · Vegeu més fotos d'aquest monument · Carregueu una nova foto d'aquest monument              |
| Església de Santa Maria de Rubió            |              | Gòtic XI-XIII, XIV              | Rubió Vessant sud turó del castell                                                                                               | 41° 38′ 39″ N, 1° 34′ 11″ E / 41.64419°N,1.56983°E   | IPA-6155      | Església de Santa Maria de Rubió · Vegeu més fotos d'aquest monument · Carregueu una nova foto d'aquest monument          |
| Sant Pere d'Ardesa                          | BCIL 2010    | Romànic XI, XII                 | Rubió Pla de Rubió | 41° 38′ 05″ N, 1° 34′ 52″ E / 41.634646°N,1.580977°E | IPA-6157      | Sant Pere d'Ardesa (Rubió) · Vegeu més fotos d'aquest monument · Carregueu una nova foto d'aquest monument                |
| Capella de Sant Macari, Sant Tiberi del Pla |              | Obra popular XI-XVIII, XX       | Rubió Al costat de Cal Marià | 41° 37′ 34″ N, 1° 33′ 03″ E / 41.62612°N,1.55074°E   | IPA-6158      | Capella de Sant Macari (Rubió) · Vegeu més fotos d'aquest monument · Carregueu una nova foto d'aquest monument            |
| Casa F. Berenguer                           |              | Obra popular XX                 | Rubió A 1,3 km del nucli de Rubió                                                                                                | 41° 38′ 50″ N, 1° 34′ 22″ E / 41.64709°N,1.57290°E   | IPA-6160      | Casa F. Berenguer (Rubió) · Vegeu més fotos d'aquest monument · Carregueu una nova foto d'aquest monument                 |
| Can Palomes                                 |              | Obra popular XVII               | Rubió | 41° 39′ 46″ N, 1° 36′ 16″ E / 41.66272°N,1.60437°E   | IPA-31222     | Can Palomes (Rubió) · Vegeu més fotos d'aquest monument · Carregueu una nova foto d'aquest monument                       |
| Ca l'Escolà                                 |              | Obra popular XVIII              | Rubió | 41° 40′ 56″ N, 1° 36′ 20″ E / 41.68231°N,1.60567°E   | IPA-31223     | Carregueu una nova foto d'aquest monument                                                                                 |
| Mas la Coma                                 |              | Obra popular XVIII              | Rubió | 41° 40′ 10″ N, 1° 36′ 57″ E / 41.66948°N,1.61590°E   | IPA-37754     | Mas la Coma (Rubió) · Vegeu més fotos d'aquest monument · Carregueu una nova foto d'aquest monument                       |
| Molí fariner de Sant Martí de Maçana        |              | Obra popular                    | Rubió | 41° 41′ 14″ N, 1° 36′ 00″ E / 41.68709°N,1.59994°E   | IPA-40773     | Carregueu una nova foto d'aquest monument                                                                                 |
| Molí fariner de Torredenuça                 |              | Obra popular                    | Rubió | 41° 37′ 24″ N, 1° 33′ 08″ E / 41.62347°N,1.55229°E   | IPA-40774     | Carregueu una nova foto d'aquest monument                                                                                 |
| Forn de ceràmica de Sant Martí de Maçana    |              | Obra popular                    | Rubió | 41° 41′ 13″ N, 1° 36′ 01″ E / 41.68682°N,1.60014°E   | IPA-40775     | Carregueu una nova foto d'aquest monument                                                                                 |
| Rajoleria Riera d'Ardesa                    |              | Obra popular                    | Rubió | 41° 37′ 33″ N, 1° 35′ 20″ E / 41.62574°N,1.58886°E   | IPA-40776     | Carregueu una nova foto d'aquest monument                                                                                 |
| Rajoleria de la plaça de les Bruixes        |              | Obra popular                    | Rubió Pl. de les Bruixes | 41° 38′ 27″ N, 1° 34′ 17″ E / 41.64082°N,1.57143°E   | IPA-40777     | Carregueu una nova foto d'aquest monument                                                                                 |
| Rajoleria a la riera de Rubió               |              | Obra popular                    | Rubió Corriol al paratge de la Riera de Rubió                                                                                    | 41° 37′ 11″ N, 1° 33′ 02″ E / 41.61967°N,1.55043°E   | IPA-46015     | Carregueu una nova foto d'aquest monument                                                                                 |
| Teuleria Torrent de Can Pons                |              | Obra popular                    | Rubió Pista al paratge del Torrent de Can Pons                                                                                   | 41° 40′ 04″ N, 1° 34′ 20″ E / 41.66787°N,1.57229°E   | IPA-46037     | Carregueu una nova foto d'aquest monument                                                                                 |

## Sant Martí de Tous
Vegeu la llista de monuments de Sant Martí de Tous

## Sant Martí Sesgueioles
| Monument                              | Protecció    | Estil/època                         | Localització | Coordenades                                          | Codi?         | Imatge |
| ------------------------------------- | ------------ | ----------------------------------- | --- | ---------------------------------------------------- | ------------- | --- |
| Castell de Vilallonga                 | BCIN 1504-MH | Medieval                            | Sant Martí Sesgueioles Camí rural sortint de la crta. BV-1001 km 3,5; a l'interior del poble (desconegut o desaparegut) | 41° 42′ 08″ N, 1° 30′ 28″ E / 41.70233°N,1.50787°E   | RI-51-0005654 | Castell de Vilallonga (Sant Martí Sesgueioles) · Vegeu més fotos d'aquest monument · Carregueu una nova foto d'aquest monument                 |
| Pas cobert i restes de murs           | BCIN 1505-MH | XIV                                 | Sant Martí Sesgueioles C. Vell                                                                                          | 41° 42′ 09″ N, 1° 29′ 17″ E / 41.702545°N,1.488087°E | RI-51-0005655 | Pas cobert i restes de murs (Sant Martí Sesgueioles) · Vegeu més fotos d'aquest monument · Carregueu una nova foto d'aquest monument           |
| Església parroquial de Sant Martí     |              | Barroc XVIII                        | Sant Martí Sesgueioles Pl. de l'Ajuntament                                                                              | 41° 42′ 07″ N, 1° 29′ 18″ E / 41.701884°N,1.48844°E  | IPA-6162      | Església parroquial de Sant Martí (Sant Martí Sesgueioles) · Vegeu més fotos d'aquest monument · Carregueu una nova foto d'aquest monument     |
| Cal Dalmases                          |              | Obra popular, gòtic-renaixement XVI | Sant Martí Sesgueioles C. de Baix, 13                                                                                   | 41° 42′ 09″ N, 1° 29′ 20″ E / 41.702424°N,1.488915°E | IPA-6163      | Cal Dalmases (Sant Martí Sesgueioles) · Vegeu més fotos d'aquest monument · Carregueu una nova foto d'aquest monument                          |
| Capella de Sant Valentí de Vilallonga |              | Obra popular XII-XVII               | Sant Martí Sesgueioles Prop de Can Balart, ctra. 1001, km 34                                                            | 41° 42′ 09″ N, 1° 30′ 31″ E / 41.702378°N,1.508522°E | IPA-6164      | Capella de Sant Valentí de Vilallonga (Sant Martí Sesgueioles) · Vegeu més fotos d'aquest monument · Carregueu una nova foto d'aquest monument |
| Cal Balard                            |              | Obra popular XIX                    | Sant Martí Sesgueioles Ctra. 1001, km 3,4                                                                               | 41° 42′ 06″ N, 1° 30′ 32″ E / 41.701697°N,1.508882°E | IPA-6165      | Cal Balard (Sant Martí Sesgueioles) · Vegeu més fotos d'aquest monument · Carregueu una nova foto d'aquest monument                            |
| Capella del Roser                     |              | Obra popular XVII                   | Sant Martí Sesgueioles C. del Roser                                                                                     | 41° 42′ 10″ N, 1° 29′ 22″ E / 41.702877°N,1.489312°E | IPA-6168      | Capella del Roser (Sant Martí Sesgueioles) · Vegeu més fotos d'aquest monument · Carregueu una nova foto d'aquest monument                     |
| Rectoria Vella                        |              | Obra popular XVI-XVII               | Sant Martí Sesgueioles C. de la Porta, 1 - c. Vell                                                                      | 41° 42′ 10″ N, 1° 29′ 18″ E / 41.70269°N,1.48836°E   | IPA-6169      | Carregueu una nova foto d'aquest monument |
| Campanar de Sant Martí Sesgueioles    |              | Barroc XVII                         | Sant Martí Sesgueioles Al final del c. Vell                                                                             | 41° 42′ 10″ N, 1° 29′ 18″ E / 41.702797°N,1.488438°E | IPA-6170      | Campanar de Sant Martí Sesgueioles · Vegeu més fotos d'aquest monument · Carregueu una nova foto d'aquest monument                             |
| Creu de terme                         |              | Historicisme                        | Sant Martí Sesgueioles Encreuament del camí de Sant Valentí amb la ctra. BV-1001                                        | 41° 42′ 11″ N, 1° 29′ 35″ E / 41.702967°N,1.492963°E | IPA-6172      | Creu de terme (Sant Martí Sesgueioles) · Vegeu més fotos d'aquest monument · Carregueu una nova foto d'aquest monument                         |
| Font d'Emili Donadeu                  |              | Noucentisme XX                      | Sant Martí Sesgueioles Pl. Emili Donadeu                                                                                | 41° 42′ 08″ N, 1° 29′ 18″ E / 41.702268°N,1.48832°E  | IPA-6173      | Font d'Emili Donadeu (Sant Martí Sesgueioles) · Vegeu més fotos d'aquest monument · Carregueu una nova foto d'aquest monument                  |
| La Fàbrica                            | BCIL 2008    |                                     | Sant Martí Sesgueioles Av. Catalunya                                                                                    | 41° 42′ 09″ N, 1° 29′ 25″ E / 41.702577°N,1.490187°E | IPA-37868     | La Fàbrica (Sant Martí Sesgueioles) · Vegeu més fotos d'aquest monument · Carregueu una nova foto d'aquest monument                            |

## Sant Pere Sallavinera
Vegeu la llista de monuments de Sant Pere Sallavinera

## Santa Margarida de Montbui
Vegeu la llista de monuments de Santa Margarida de Montbui

## Santa Maria de Miralles
| Monument                      | Protecció    | Estil/època                    | Localització                                                                                | Coordenades                                          | Codi?         | Imatge |
| ----------------------------- | ------------ | ------------------------------ | ------------------------------------------------------------------------------------------- | ---------------------------------------------------- | ------------- | --- |
| Castell de Miralles           | BCIN 1417-MH | Romànic Medieval               | Santa Maria de Miralles Camí rural sortint de la ctra. C-37 km 52,9; a la sortida del poble | 41° 31′ 07″ N, 1° 31′ 05″ E / 41.518696°N,1.518189°E | RI-51-0005703 | Castell de Miralles (Santa Maria de Miralles) · Vegeu més fotos d'aquest monument · Carregueu una nova foto d'aquest monument       |
| Mas de Sant Romà              |              | Obra popular XIV               | Santa Maria de Miralles                                                                     | 41° 29′ 56″ N, 1° 31′ 43″ E / 41.498887°N,1.528640°E | IPA-6047      | Mas de Sant Romà (Santa Maria de Miralles) · Vegeu més fotos d'aquest monument · Carregueu una nova foto d'aquest monument          |
| Església de Sant Romà         |              | Gòtic, obra popular XV-XVI, XX | Santa Maria de Miralles                                                                     | 41° 29′ 57″ N, 1° 31′ 48″ E / 41.499136°N,1.529862°E | IPA-6048      | Església de Sant Romà (Santa Maria de Miralles) · Vegeu més fotos d'aquest monument · Carregueu una nova foto d'aquest monument     |
| Pont de Françola              |              |                                | Santa Maria de Miralles A tocar de la gran masia de Françola                                | 41° 30′ 31″ N, 1° 32′ 32″ E / 41.508477°N,1.542262°E | IPA-6050      | Carregueu una nova foto d'aquest monument                                                                                           |
| Pont del Rec, aqüeducte       |              |                                | Santa Maria de Miralles En mig del bosc, prop de la font de Sant Romà                       | 41° 30′ 10″ N, 1° 32′ 10″ E / 41.502665°N,1.536039°E | IPA-6051      | Pont del Rec (Santa Maria de Miralles) · Vegeu més fotos d'aquest monument · Carregueu una nova foto d'aquest monument              |
| Creu de terme de Françola     |              | Gòtic                          | Santa Maria de Miralles En un camí situat a la dreta de la ctra. de Valls a Igualada        | 41° 30′ 34″ N, 1° 32′ 08″ E / 41.509326°N,1.535545°E | IPA-6052      | Creu de terme de Françola (Santa Maria de Miralles) · Vegeu més fotos d'aquest monument · Carregueu una nova foto d'aquest monument |
| Molí de Baix, Molí de Serenes |              | XIX                            | Santa Maria de Miralles Dreta de la riera de Carme                                          | 41° 30′ 56″ N, 1° 32′ 36″ E / 41.515427°N,1.543431°E | IPA-26445     | Carregueu una nova foto d'aquest monument                                                                                           |
| Molí del Mig                  |              | Obra popular                   | Santa Maria de Miralles Dreta de la riera de Carme                                          | 41° 30′ 42″ N, 1° 32′ 33″ E / 41.511714°N,1.542531°E | IPA-26446     | Carregueu una nova foto d'aquest monument                                                                                           |
| Molí de Dalt                  |              | Obra popular                   | Santa Maria de Miralles Dreta de la riera de Carme                                          | 41° 30′ 25″ N, 1° 32′ 31″ E / 41.506860°N,1.541861°E | IPA-26447     | Carregueu una nova foto d'aquest monument                                                                                           |
| Rajoleria de Can Maura        |              | Obra popular                   | Santa Maria de Miralles                                                                     | 41° 29′ 57″ N, 1° 30′ 13″ E / 41.49913°N,1.50354°E   | IPA-40781     | Carregueu una nova foto d'aquest monument                                                                                           |
| Can Gol                       |              | Obra popular XVIII-XIX         | Santa Maria de Miralles Recinte Jussà del Castell de Miralles                               | 41° 31′ 06″ N, 1° 31′ 03″ E / 41.51841°N,1.51741°E   | IPA-50816     | Carregueu una nova foto d'aquest monument                                                                                           |

La Creu de terme del Pla és en el límit amb el terme municipal de la Llacuna, vegeu la llista de monuments de la Llacuna.

## La Torre de Claramunt
| Monument                                       | Protecció    | Estil/època                      | Localització                                                                  | Coordenades                                          | Codi?         | Imatge |
| ---------------------------------------------- | ------------ | -------------------------------- | ----------------------------------------------------------------------------- | ---------------------------------------------------- | ------------- | --- |
| Castell de la Torre de Claramunt               | BCIN 1639-MH | Obra popular XVII-XVIII          | La Torre de Claramunt C. del Castell                                          | 41° 32′ 02″ N, 1° 39′ 30″ E / 41.533974°N,1.658198°E | RI-51-0005745 | Castell de la Torre de Claramunt · Vegeu més fotos d'aquest monument · Carregueu una nova foto d'aquest monument                                       |
| Església parroquial de Sant Joan Baptista      | BCIL 2022    | Barroc, gòtic tardà XVIII Mitjan | La Torre de Claramunt Al costat del castell                                   | 41° 32′ 01″ N, 1° 39′ 32″ E / 41.533700°N,1.658799°E | IPA-6054      | Església parroquial de Sant Joan Baptista (la Torre de Claramunt) · Vegeu més fotos d'aquest monument · Carregueu una nova foto d'aquest monument      |
| Mas Martí                                      |              | Obra popular XVIII Final         | La Torre de Claramunt Camí cap a la font del bosc                             |                                                      | IPA-6055      | Carregueu una nova foto d'aquest monument |
| Can Mora, Cal Marranxet                        |              | Obra popular                     | La Torre de Claramunt La Torre Baixa                                          |                                                      | IPA-6058      | Carregueu una nova foto d'aquest monument |
| Torre de Can Mora                              |              | Obra popular XVI                 | La Torre de Claramunt La Torre Baixa                                          |                                                      | IPA-6059      | Carregueu una nova foto d'aquest monument |
| Casa a l'Hort del Marrantxet                   |              | Barroc XVIII                     | La Torre de Claramunt Entre Cal Mora i Batlle                                 |                                                      | IPA-6060      | Carregueu una nova foto d'aquest monument |
| Cal Batlle                                     |              | Obra popular XVIII               | La Torre de Claramunt La Torre Baixa, al costat del riu Anoia                 | 41° 32′ 15″ N, 1° 41′ 19″ E / 41.537597°N,1.688596°E | IPA-6061      | Carregueu una nova foto d'aquest monument |
| Església de Sant Salvador de Vilanova d'Espoia | BCIL 2022    | Romànic XII                      | La Torre de Claramunt Vilanova d'Espoia                                       | 41° 30′ 58″ N, 1° 39′ 15″ E / 41.516009°N,1.654071°E | IPA-6063      | Església de Sant Salvador de Vilanova d'Espoia (la Torre de Claramunt) · Vegeu més fotos d'aquest monument · Carregueu una nova foto d'aquest monument |
| Cal Pascol, Celler d'en Claudi                 |              | Obra popular XV                  | La Torre de Claramunt C. Major, 9, Vilanova d'Espoia                          | 41° 30′ 57″ N, 1° 39′ 10″ E / 41.515913°N,1.652840°E | IPA-6064      | Carregueu una nova foto d'aquest monument |
| Casal defensiu                                 |              | Obra popular XV                  | La Torre de Claramunt Al costat de l'església, Vilanova d'Espoia              | 41° 30′ 58″ N, 1° 39′ 13″ E / 41.516104°N,1.653693°E | IPA-6065      | Carregueu una nova foto d'aquest monument |
| Casa a Vilanova d'Espoia                       |              | XVI                              | La Torre de Claramunt Vilanova d'Espoia                                       |                                                      | IPA-6066      | Carregueu una nova foto d'aquest monument |
| Antic Pont de Vilanova d'Espoia                |              |                                  | La Torre de Claramunt Al costat del pont nou que porta a Espoia               | 41° 30′ 57″ N, 1° 39′ 32″ E / 41.515724°N,1.658927°E | IPA-6067      | Carregueu una nova foto d'aquest monument |
| Pont Nou de Vilanova d'Espoia                  |              | XX                               | La Torre de Claramunt Ctra. que porta a Vilanova d'Espoia                     | 41° 30′ 57″ N, 1° 39′ 32″ E / 41.515724°N,1.658927°E | IPA-6068      | Carregueu una nova foto d'aquest monument |
| Can Royo                                       |              | Obra popular XVIII               | La Torre de Claramunt Prop de la riera de Carme                               | 41° 32′ 01″ N, 1° 38′ 57″ E / 41.533657°N,1.649270°E | IPA-6071      | Carregueu una nova foto d'aquest monument |
| Cases                                          |              | Obra popular, barroc XVIII       | La Torre de Claramunt C. de sota el castell                                   |                                                      | IPA-6072      | Carregueu una nova foto d'aquest monument |
| Societat Republicana Catalana                  |              | Noucentisme XX                   | La Torre de Claramunt C. Major, Vilanova d'Espoia                             | 41° 30′ 57″ N, 1° 39′ 11″ E / 41.515890°N,1.653011°E | IPA-6073      | Carregueu una nova foto d'aquest monument |
| La Torre Nova                                  |              | Historicisme XX Inici            | La Torre de Claramunt A l'entrada del poble                                   | 41° 31′ 57″ N, 1° 39′ 37″ E / 41.532470°N,1.660227°E | IPA-6074      | Carregueu una nova foto d'aquest monument |
| Barraca de vinya                               |              | Obra popular                     | La Torre de Claramunt Al costat de la ctra. de Vilanova d'Espoia a Capellades | 41° 31′ 00″ N, 1° 39′ 51″ E / 41.51654°N,1.66408°E   | IPA-6715      | Carregueu una nova foto d'aquest monument |
| Conjunt de construccions de pedra seca         |              | Obra popular                     | La Torre de Claramunt Pla de la Brossa                                        | 41° 31′ 58″ N, 1° 40′ 33″ E / 41.53274°N,1.67584°E   | IPA-30951     | Carregueu una nova foto d'aquest monument |
| Forn de calç de la carretera d'Espoia          |              | Obra popular                     | La Torre de Claramunt Ctra. d'Espoia                                          | 41° 30′ 58″ N, 1° 39′ 52″ E / 41.51618°N,1.6644°E    | IPA-40688     | Carregueu una nova foto d'aquest monument |
| Forn de calç nou de Vilanova d'Espoia          |              | Obra popular XIX-XX              | La Torre de Claramunt Vilanova d'Espoia                                       | 41° 30′ 59″ N, 1° 39′ 31″ E / 41.51633°N,1.65873°E   | IPA-40689     | Carregueu una nova foto d'aquest monument |
| Forn de calç vell de Vilanova d'Espoia         |              | Obra popular                     | La Torre de Claramunt Vilanova d'Espoia                                       | 41° 30′ 58″ N, 1° 39′ 31″ E / 41.5162°N,1.65872°E    | IPA-40690     | Carregueu una nova foto d'aquest monument |
| Forns de calç de Coll de Mata                  |              | Obra popular                     | La Torre de Claramunt Ctra. d'Espoia                                          | 41° 30′ 43″ N, 1° 40′ 02″ E / 41.51205°N,1.66728°E   | IPA-40691     | Carregueu una nova foto d'aquest monument |
| Forn de calç de Coll de Mata                   |              | Obra popular                     | La Torre de Claramunt Coll de Can Mata                                        |                                                      | IPA-46060     | Carregueu una nova foto d'aquest monument |
| Forn de calç de les Pinedes d'Armengol         |              | Obra popular                     | La Torre de Claramunt Les Pinedes d'Armengol                                  |                                                      | IPA-46061     | Carregueu una nova foto d'aquest monument |
| Aqüeducte del Torrent de Camaró                |              | Obra popular                     | La Torre de Claramunt Torre Baixa, sobre el torrent de Camaró                 | 41° 32′ 20″ N, 1° 41′ 07″ E / 41.53897°N,1.68541°E   | IPA-49096     | Carregueu una nova foto d'aquest monument |

## Vallbona d'Anoia
Vegeu la llista de monuments de Vallbona d'Anoia

## Veciana
Vegeu la llista de monuments de Veciana

## Vilanova del Camí
| Monument                           | Protecció | Estil/època          | Localització                                                        | Coordenades                                          | Codi?     | Imatge |
| ---------------------------------- | --------- | -------------------- | ------------------------------------------------------------------- | ---------------------------------------------------- | --------- | --- |
| Ajuntament de Vilanova del Camí    |           | Noucentisme XX Inici | Vilanova del Camí Pl. Castella                                      | 41° 34′ 20″ N, 1° 38′ 03″ E / 41.572261°N,1.634193°E | IPA-6134  | Ajuntament de Vilanova del Camí · Vegeu més fotos d'aquest monument · Carregueu una nova foto d'aquest monument                        |
| Església parroquial de Sant Hilari |           | Neoclassicisme XIX   | Vilanova del Camí C. Major                                          | 41° 34′ 17″ N, 1° 38′ 22″ E / 41.571420°N,1.639470°E | IPA-6136  | Església parroquial de Sant Hilari (Vilanova del Camí) · Vegeu més fotos d'aquest monument · Carregueu una nova foto d'aquest monument |
| Escut adovellat al carrer Major, 8 |           | XVI-XVII             | Vilanova del Camí C. Major, 8                                       | 41° 34′ 19″ N, 1° 38′ 05″ E / 41.571897°N,1.634822°E | IPA-6137  | Carregueu una nova foto d'aquest monument                                                                                              |
| Portal a la plaça Major, 7         |           | XVII                 | Vilanova del Camí Pl. Major, 12                                     | 41° 34′ 18″ N, 1° 38′ 07″ E / 41.57171°N,1.6354°E    | IPA-6138  | Carregueu una nova foto d'aquest monument                                                                                              |
| Casa Jorba                         |           | Obra popular XIX-XX  | Vilanova del Camí Al costat de la riera de Castellolí, davant Rigat | 41° 34′ 02″ N, 1° 39′ 38″ E / 41.567304°N,1.660566°E | IPA-6139  | Carregueu una nova foto d'aquest monument                                                                                              |
| Molí de Rigat, Museu de l'Aigua    |           | Obra popular XVIII   | Vilanova del Camí Dreta Anoia, riera Castellolí                     | 41° 33′ 52″ N, 1° 39′ 36″ E / 41.564389°N,1.660027°E | IPA-6140  | Molí de Rigat (Vilanova del Camí) · Vegeu més fotos d'aquest monument · Carregueu una nova foto d'aquest monument                      |
| Molí del Perdut                    |           | Obra popular         | Vilanova del Camí Dreta torrent Garrigosa                           | 41° 34′ 14″ N, 1° 37′ 57″ E / 41.57057°N,1.63248°E   | IPA-26455 | Carregueu una nova foto d'aquest monument                                                                                              |
| Can Muscons                        | BCIL 2009 | Obra popular XIX     | Vilanova del Camí                                                   | 41° 34′ 08″ N, 1° 38′ 03″ E / 41.56879°N,1.63412°E   | IPA-38254 | Carregueu una nova foto d'aquest monument                                                                                              |
| Forn de calç de Can Bernades       |           | Obra popular         | Vilanova del Camí                                                   | 41° 33′ 24″ N, 1° 37′ 44″ E / 41.55664°N,1.62892°E   | IPA-40786 | Carregueu una nova foto d'aquest monument                                                                                              |
| Molí dels Moletons                 |           | Obra popular XVI     | Vilanova del Camí Pista al paratge dels Moletons                    | 41° 33′ 59″ N, 1° 38′ 56″ E / 41.56646°N,1.64895°E   | IPA-46053 | Carregueu una nova foto d'aquest monument                                                                                              |